# ۴۴۴ (قمری)
۴۴۴ (قمری)، چهارصد و چهل و چهارمین سال در گاهشماری هجری قمری است. اول محرم این سال برابر با نهم مه سال ۱۰۵۲ میلادی است.

## وابسته
- فرخزاد غزنوی